# Vingtième circonscription de Tokyo
La vingtième circonscription de Tokyo (東京都第20区, Tōkyō-to dai-nijū-ku) est l'une des trente circonscriptions législatives que compte la préfecture métropolitaine de Tokyo.

## Description géographique
Depuis 1994, la vingtième circonscription de Tokyo correspond aux villes de Higashimurayama, Higashiyamato, Kiyose, Higashikurume et Musashimurayama,.

## Députés
| Législature | Début de mandat | Fin de mandat | Député élu        | Parti politique | Parti politique |
| ----------- | --------------- | ------------- | ----------------- | --------------- | --------------- |
| 41e         | 1996            | 2000          | Yuriko Ōno (ja)   |                 | Shinshintō      |
| 42e         | 2000            | 2003          | Kōichi Katō (ja)  |                 | PDJ             |
| 43e         | 2003            | 2005          | Kōichi Katō (ja)  |                 | PDJ             |
| 44e         | 2005            | 2009          | Seiji Kihara (ja) |                 | PLD             |
| 45e         | 2009            | 2012          | Kōichi Katō       |                 | PDJ             |
| 46e         | 2012            | 2014          | Seiji Kihara      |                 | PLD             |
| 47e         | 2014            | 2017          | Seiji Kihara      |                 | PLD             |
| 48e         | 2017            | 2021          | Seiji Kihara      |                 | PLD             |
| 49e         | 2021            | 2024          | Seiji Kihara      |                 | PLD             |
| 50e         | 2024            | -             | Seiji Kihara      |                 | PLD             |